# Себастьян, Ной
Ноа Себастьян (англ. Noah Sebastian; род. 31 октября 1995 года) — ведущий вокалист, автор песен и продюсер металкор-группы Bad Omens, которая стала более популярной благодаря песням «The Worst in Me», «Glass Houses» и «Exit Wounds». Изначально группа создавалась как сольный проект.

## Биография
Ноа родился 31 октября 1995 года в Ричмонде, США. Затем переехал в Лос-Анджелес, где сейчас и проживает.

### Ранние годы
Bad Omens возникли как сольный проект Ноа, когда он ещё играл на гитаре для группы Lakeview, расположенной в Вашингтоне в 2013 году. Но позже к группе присоединились его хорошие друзья: гитарист Николас Руффило, бас-гитарист Винсент Рикьё, второй гитарист Йоаким Карлссон и барабанщик Ник Фолио. Вскоре, в 2015 году была собрана группа под названием Bad Omens.

#### Bad Omens
После нескольких месяцев, группа переехала в Белвилл, Нью-Джерси, чтобы записать свой дебютный альбом. В декабре 2015 года подписала контракт с «Sumerian Records» и выпустила сингл «Glass Houses» и музыкальное видео к нему на ютуб-канале «Sumerian Records». Месяц спустя, группа выпустила песню под названием «Exit Wounds». Зимой 2016 Bad Omens отправились в свой первый крупный тур. Они выступали на «Sumerian Records 10 Year Tour» вместе с «Born of Osiris», «Veil of Maya», «After the Burial» и «ERRA». В апреле 2016 года был выпущен сингл «The Worst In Me», благодаря которому «Bad Omens» приобрела большую популярность. Группа была взята в тур под названием «Ten Years in the Black Tour», хедлайнером которого были Asking Alexandria. Этот тур сделал популярнее их дебютный альбом, который был выпущен 19 августа 2016 года. Альбом получил положительные отзывы, а на сайте «Metal Injection» был оценён в 8.5 баллов из 10. Многие критики сравнивают его с четвёртым студийным альбомом «Bring Me the Horizon» «Sempiternal», выпущенным в 2013 году, который можно считать одним из лучших металл-альбомов XXI века. «Bad Omens», чья слава росла, получили место в «Warped Tour 2017», во время которого привлекла внимание поп-панк и метал слушателей. В этом же году, Ноа работал вместе с американской дэткор группой «Winds of Plague» над их пятым студийным альбомом «Blood of My Enemy». Позже Ноа и его группа приступили к написанию нового альбома.

## Личная жизнь
О личной жизни Ноа пока ничего не известно. Известно лишь то, что он одинок и занимается только группой «Bad Omens».

## Дискография

### Bad Omens
- Bad Omens (2016)
- Finding God Before God Finds Me (2019)
- THE DEATH OF PEACE OF MIND (2022)